# 鳳凰號 (反應爐)
鳳凰號（法語：Phénix）是250百萬瓦特電能（563百萬瓦特熱能）的鈉冷快中子反應爐。法國建造鳳凰號是為生產製造武器的鈽。建造始於1968年，花費8億法郎（以1974年的法郎計價。若以2008年的歐元計價，約8.8億歐元）。於1973年8月31日第一次達到臨界，於1973年12月13日併聯電網。鳳凰號的標準爐心含931公斤的鈽作為核燃料，其中的77%為鈽-239。

## 運轉狀況
鳳凰號從開始運轉至1980年代都表現良好，雖然在1976年發生了鈉外洩導致的火災，1982年約有30公升的水外洩和鈉產生激烈反應（這次意外導致停機6個月和9個月的負載降至三分之二）。1989年發生了一系列無法解釋的反應性暫態行為，在安全的考量之下，鳳凰號從1991年到1994年多處於停機狀態。1994年到2002年維修。從1997年至2003花了9.5億歐元（以2008年的歐元計價）。鳳凰號於2003年6月重啟，但只有三分之二的負載。鳳凰號於2010年2月1日永久關閉，鳳凰號一生產生了24.44TW.h的電力。
鳳凰號在1970年代和1980年代一直沒有問題，但在1990年代初期，它開始表現出許多無法解釋的行為，包括大功率瞬變。 這對安全有嚴重的影響，反應堆多次被關閉，1991年至1994年的大部分時間都在離線狀態下進行研究。 漫長的離線時間要求對其進行重新認證，因此該工廠還在1994年至2002年之間進行了重大翻新。最終在2003年6月進行了重新認證，但功率降低了130 MWe。

## 參閱
- 超级鳳凰號 (反應爐)（英语：Superphénix）